# Meshaal Barsham
Meshaal Aissa Barsham (tiếng Ả Rập: مشعل عيسى برشم; sinh ngày 14 tháng 2 năm 1998) là một cầu thủ bóng đá chuyên nghiệp người Qatar gốc Sudan hiện thi đấu ở vị trí thủ môn cho câu lạc bộ Al Sadd và đội tuyển quốc gia Qatar. Anh đã cùng đội tuyển Qatar giành chức vô địch Asian Cup 2023, đồng thời đoạt danh hiệu thủ môn xuất sắc nhất giải đấu.